# Beatrycze Badeńska
Beatrycze Badeńska (ur. 22 stycznia 1492, zm. 4 kwietnia 1535 Simmern/Hunsrück) – księżniczka badeńska.
Córka margrabiego Badenii Krzysztofa i Otylii von Katzenelnbogen. 
W 1508 roku wyszła za księcia Jana II z Palatynatu – Simmern. 
Mieli 12 dzieci:
- Katarzyna (1510-1572) – przełożona zakonu w Simmern
- Joanna (1512-1581) – przełożona zakonu w Marienbergu
- Otylia (1513-1553) – zakonnica w Marienbergu
- Fryderyk (1515-1576) – elektor Palatynatu Reńskiego
- Brygida (1516-1562) – przełożona zakonu w Neuburgu
- Jerzy (1518-1569) – palatyn i książę Palatynatu – Simmern/Hunsrück
- Elżbieta (1520-1564) – żona hrabiego Jerzego II von Erbach
- Ryszard (1521-1598) – palatyn i książę Palatynatu – Simmern/Hunsrück
- Maria (1524-1576) – zakonnica w Marienbergu
- Wilhelm (1526-1527)
- Sabina (1528-1578) – żona Lemorala Egmonta księcia de Gavre
- Helena (1532-1579) – żona hrabiego Filipa III Hanau-Münzenberg